# Fairchild F-27
O Fairchild F-27 e o Fairchild Hiller FH-227 eram versões do Fokker F-27 Friendship, um bimotor turboélice de passageiros fabricado sob licença pela Fairchild Hiller nos Estados Unidos. O Fairchild F-27 (escrita com um traço) foi semelhante ao padrão Fokker F27, enquanto que o FH-227 foi uma versão estendida desenvolvido de forma independente. Foi um modelo como esse, o Força Aérea Uruguaia 571, que caiu na Cordilheira dos Andes em 13 de outubro de 1972, em que 16 dos 45 ocupantes da aeronave sobreviveram à tragédia, um evento que é conhecido como "O Milagre dos Andes".

## Operadores
- Argélia
  - Sahara Airlines (FH-227)
- Argentina
  - CATA Linea Aerea (FH-227)
- Brasil
  - Paraense Transportes Aéreos (FH-227)
  - VARIG (FH-227)
  - TABA (FH-227 B)
  - JARI Florestal (FH-227 B)
  - TAM (F-27)
  - TAVAJ (F-27)
- Estados Unidos
  - Airlift International (FH-227) (F-27)
  - Air New England (FH-227)
  - Air South (F-27)
  - Air West (F-27)
  - Allegheny Airlines (F-27)
  - Aloha Airlines
  - Aspen Airways (F-27)
  - Bonanza Air Lines (F-27)
  - Delta Air Lines (FH-227)
  - Empire Airlines (F-27)
  - Hughes Airwest (F-27)
  - Mohawk Airlines (FH-227)
  - Northeast Airlines (FH-227)
  - Oceanair (F-27)
  - Ozark Airlines (FH-227)
  - Pacific Air Lines (F-27)
  - Piedmont Airlines (F-27, FH-227)
  - Southeast Airlines (F-27)
  - West Coast Airlines (F-27)
  - Wien Air Alaska (F-27B Combi)
- França
  - Air Melanesie (F-27)
  - Air Polynesie (F-27)
- Turquia
  - THY Turkish Airlines (F-27)